# Cissus assamica
Cissus assamica là một loài thực vật hai lá mầm trong họ Nho. Loài này được (M.A.Lawson) Craib miêu tả khoa học đầu tiên năm 1911.